# Корейска империя
Корейската империя (на корейски: 대한 제국) е провъзгласена през октомври 1897 г. след Донгакската селска революция от 1894 до 1895 г. и Габо реформите, които са направени в страната от 1894 до 1896 г. Корейският полуостров е анексиран от Японската империя през август 1910 г., с което се слага край на Корейската империя и нейната монархия.
Император Коджон прави частична модернизация на военната, икономическата, поземлената, образователната система и различните индустрии. Япония става предпазлива за опит за модернизация и индустриализация на Корея чрез реформи в Гуангму и след убийството на генерал Ито Хуробуми решава да присъедини насила Корейската империя.

## История
През 1894 г. японската империя, след победоносна война с Китай, започва да се стреми към експанзионна политика в източната част на континента. Корея, която е под контрола на отслабващата династия на Хосеон е удобен трамплин за укрепване на позицията на Япония в региона. След договора Шимоносеки, Япония придобива контрол над полуостров Лиатонг, което притеснява Русия, тъй като представлява заплаха за интересите ѝ в Далечния Изток. Последните накрая привличат за съюзници Германия и Франция. Под натиска на тези три държави Япония се оттегля, след което Русия започва да играе важна роля в региона, заемайки мястото на Китай, подкрепяна от императорския дворец на Корея.
Съпругата на Коджон, императрица Мин, напълно подпомага борбата срещу японския натиск. На 8 октомври 1895 г. тя е брутално убита от японски войници под командването на Миура Горо. Повечето учени смятат, че Миура действа по заповед на един от високопоставените японски служители.

### Създаване на империята
След смъртта на съпругата си, Коджон през 1896 г. се укрива в руското посолство в Сеул. По това време японската намеса във вътрешната политика на Корея е широко разпространена и много голяма. Ключовите постове в държавата са давани на японски или про-японски местни служители. Корейското правителство престава да контролира ситуацията в страната. Движението за независимост на Корея набира скорост.
В опит да спаси политическата ситуация в страната, Корея е провъзгласена за империя. Коджон се превръща в първия император на Корея. Де факто императорското правителство не може да контролира положението в страната, което с течение на времето води до нейното анексиране от Япония.

### Модернизация
Реформата Гуангму е насочена към модернизиране и западизиране на Корея в индустриалната революция. Първото законодателство, прието от новата държава, е Законът за теглилките и мерките от 1897 г., който стандартизира различните местни системи на Корея за традиционните теглилки и мерки. Същата година стартира проектът за кадастрално проучване от правителството на Гуангму, с цел модернизиране на системата за собственост върху земите. За да се приложат западни геодезически методи, са наети американски геодезисти. След проучването трябва да бъде издадено име на собственост, показващо точното измерение на земята, от съответните органи. Тази реформа е тясно свързана с реформата на системата за данъчно облагане на земята, която се провежда под ръководството на Йи Йонг, който също извършва паричните реформи в Корея. Проектът е прекъснат поради Руско-японската война през 1904 – 1905 г.
По това време модерната градска инфраструктура е построена от правителството на Гуангму. През 1898 г. императорът разрешава създаването на съвместно предприятие с американски бизнесмени. В резултат на това е основана Korea Electric Power Corporation, обществена електрическа осветителна мрежа и електрическа трамвайна система. През 1902 г., шест години след първото въвеждане на телефон в Корея, е поставен първия обществен телефон на дълги разстояния.
По време на периода Гуангму, политиката за насърчаване на промишлеността се провежда и от корейското правителство. Тя подкрепя създаването на технически и промишлени училища. През това време, заедно с модернизираните фабрики за тъкане, създадени за посрещане на търсенето на текстил на вътрешния пазар, в Корея се случват технологични иновации в областта на тъкането. Например машините за предене и тъкане са произведени за производство на коприна, за да бъдат заменени с машини на висока цена от чужбина.
Въведени са официални униформи в западен стил. Първоначално корейците са доста враждебни към западните дрехи и подиграват японците, които приемат западния стил след Реставрацията Мейджи. В началото, корейският император започва да носи кралско облекло в пруски стил, заедно с корейски дипломати, които носят западни костюми. През 1900 г. западното облекло става официална униформа за корейските граждански служители. Няколко години по-късно всички корейски войници и полицаи носят западни униформи.
Във военната сфера корейската армия, която съществува от началото на 1890 г., се състои от около 5000 войници и се увеличава до огромното число от 28 000 точно преди Руско-японската война.
Реформата обаче не е радикална, поради външни задължения, потискане на демокрацията и бавен темп. Вместо това, Корея става обект на спор между Япония и Русия.

### Последващо развитие и анекс
На 22 август 1904 г. е подписан първият договор между Япония и Корея, известен като Първа Японско-Корейска конвенция. Споразумението „Тафт-Кацура“ е издадено на 17 юли 1905 г. и всъщност не е таен пакт или споразумение между САЩ и Япония, а по-скоро набор от бележки относно дискусиите за отношенията между правителствата на Съединените щати и Япония. Японският премиер Таро Кацура се възползва от възможността, представена от секретаря на войната Уилям Хауърд Тафт в Токио, за да извлече изявление от Тафт за корейския въпрос. Тафт изразява в меморандума как една суверенска връзка с Япония, ръководеща Корея, „ще допринесе за постоянен мир в Далечния Изток“.
През септември 1905 г. Русия и Япония подписват договора от Портсмут, като прекратяват Руско-японската война и твърдо установяват консолидация на влиянието на Япония върху Корея. Тайни дипломатически контакти са изпратени от императора през есента на 1905 г. на организации извън Корея, представящи отчаяния случай на Корея, за да запазят суверенитета си, тъй като обичайните дипломатически канали вече не са възможни, поради постоянното наблюдение на японците.
На 17 ноември 1905 г. в Корея е подписан Договорът Еулса (известен още като „Споразумение от 1905 г.“, „Договорът за петте члена“ или „Втората японско-корейска конвенция“) още преди мисията на д-р Хоумър Хълбърт във Вашингтон. Съобщава се, че печатът на корейското външно министерство е откраднат и сложен в документа, подготвен от японците.
В крайна сметка императорът е принуден да абдикира през 1907 г. в полза на своя син, император Сунджонг, който става втори и последен император на Корея, поради опита му да изпрати делегати на Хагската конвенция за мир в нарушение на Договора за Еулса. Въпреки че Корея се позовава на мощните членове на колониалните елитни държави в Хага, гледната точка на протекционисткия статут на Япония от нарастващите японски влияния върху Корея изглежда естествен и полезен в началото на колониализма през първото десетилетие на ХХ век.
На 22 август 1910 г. Корейската империя подписва принудителния договор за присъединяване към Япония, започвайки 35-годишен период на японско колониално управление, който премахва суверенитета на Корея.